# Gymnobela agassizii
Gymnobela agassizii é uma espécie de gastrópode do gênero Gymnobela, pertencente à família Raphitomidae.

## Distribuição
A espécie é encontrada em águas atlânticas, de Massachusetts a Tobago.